# Geschwister-Scholl-Platz (Wuppertal)

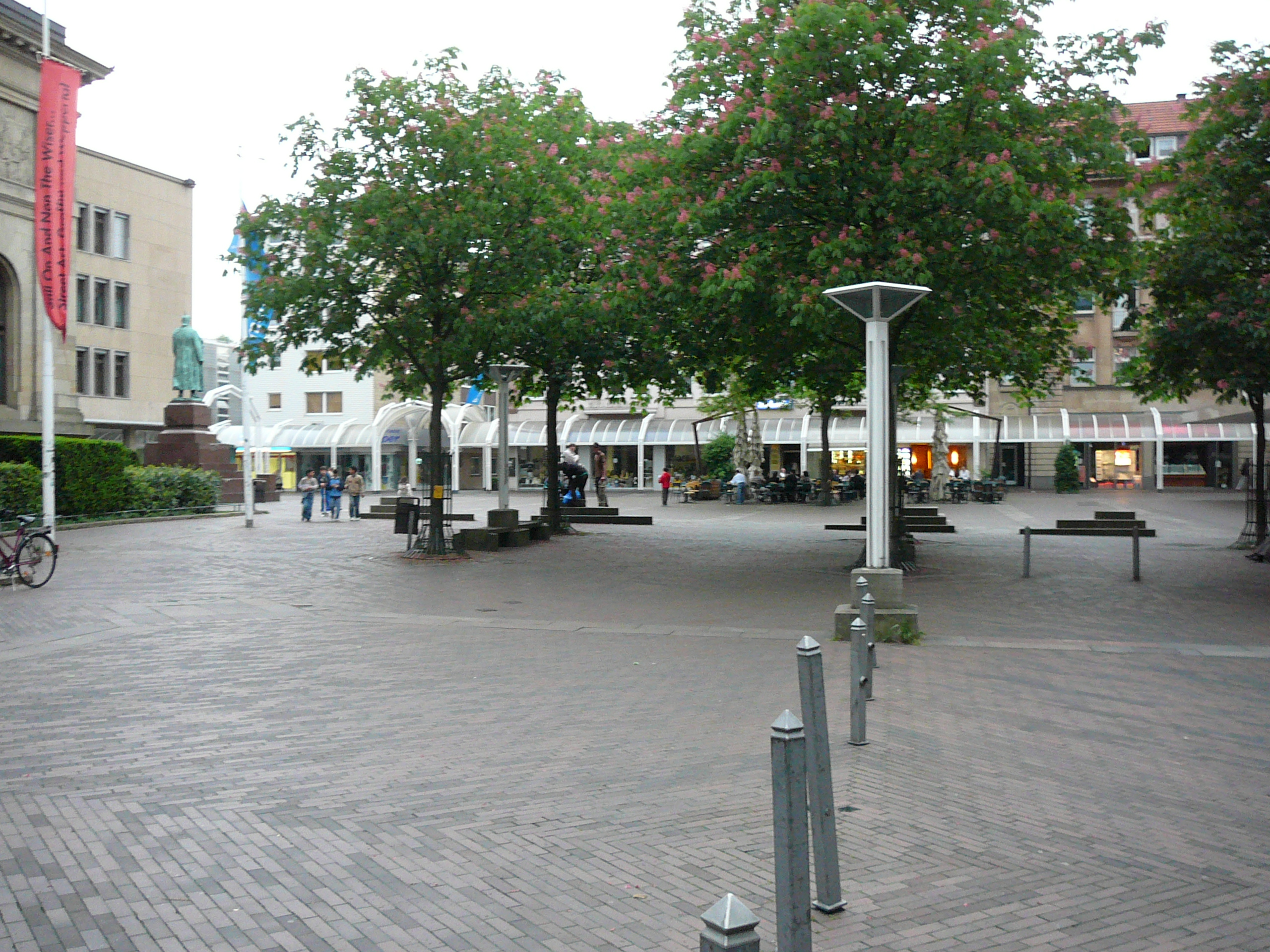
Der Geschwister-Scholl-Platz

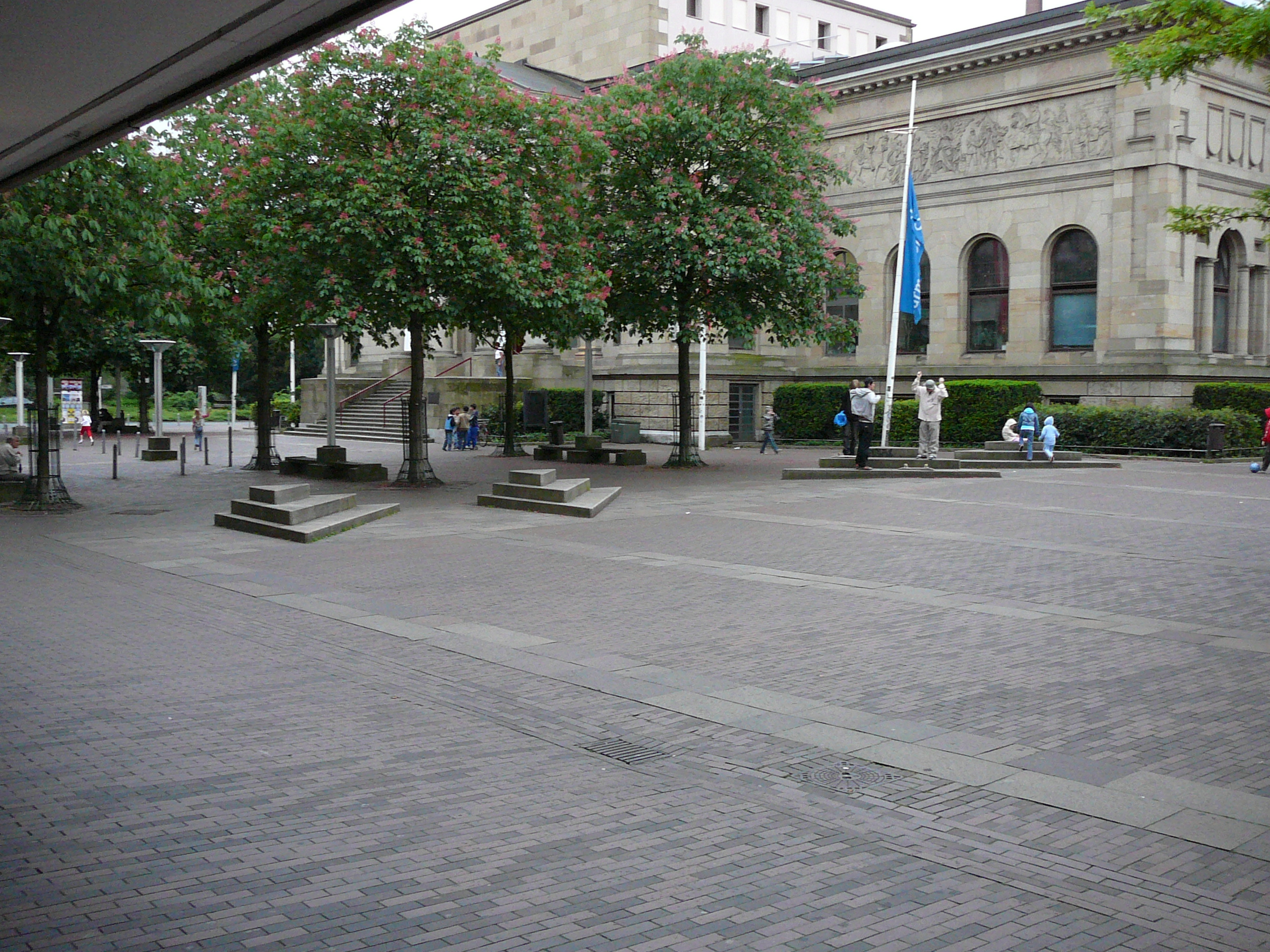
Der Geschwister-Scholl-Platz

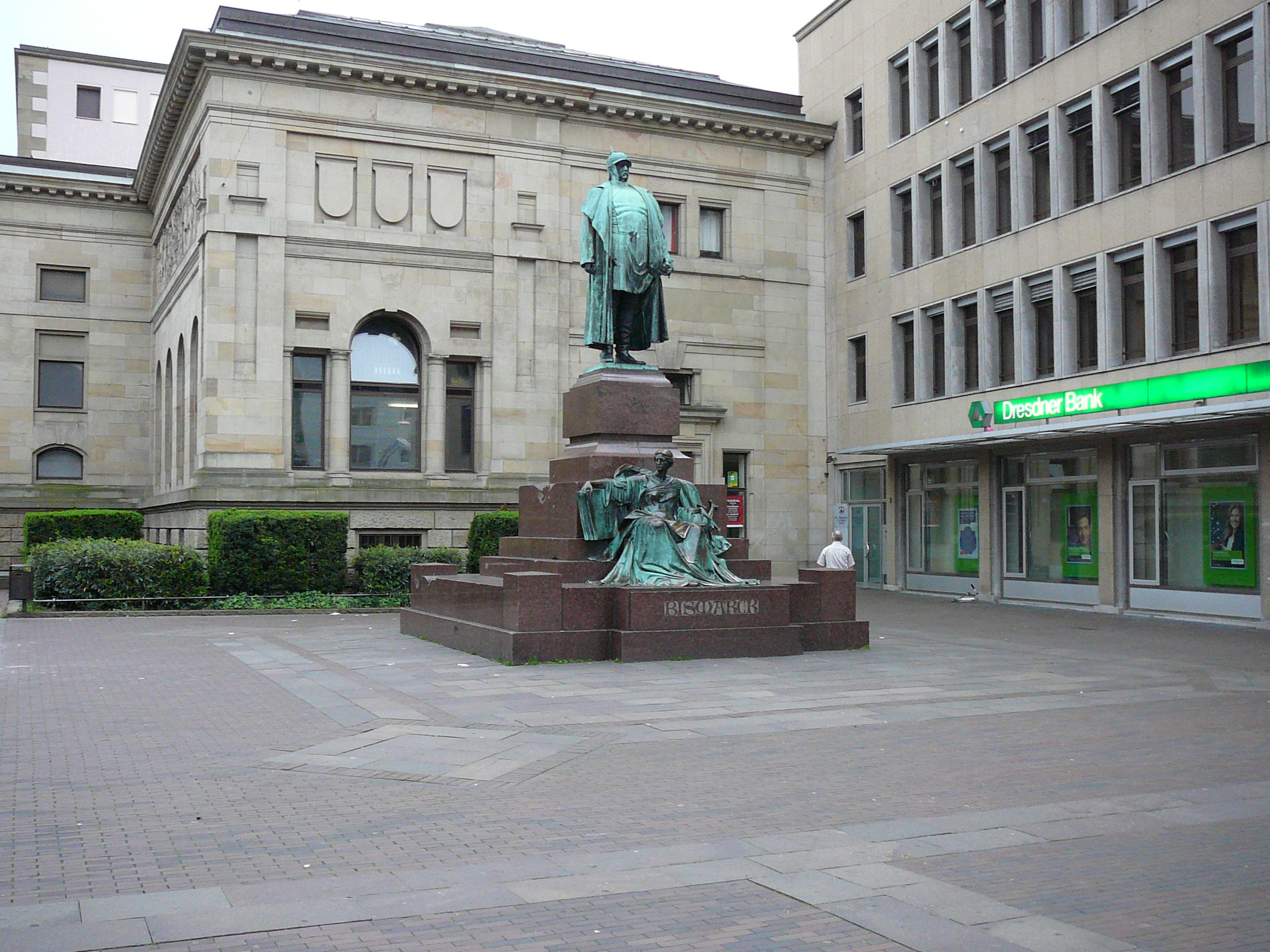
Das Bismarck-Denkmal auf dem Platz

Der Geschwister-Scholl-Platz ist ein innerstädtischer Platz im Wuppertaler Stadtbezirk Barmen. 
Der Platz ist neben dem Alten Markt und dem Johannes-Rau-Platz der dritte Platz in der Fußgängerzone Barmens. Er ist in der Nachkriegszeit von Karlsplatz (auch Carlsplatz) nach den Geschwistern Scholl umbenannt worden.

## Topographie
An der Westseite des Platzes liegt die 1897–1900 erbaute Barmer Ruhmeshalle (Haus der Jugend), die im Krieg erheblich beschädigt wurde. 1958 wurde die zum Teil wieder aufgebaute Ruhmeshalle wiedereröffnet. An der nordwestlichen Ecke der Ruhmeshalle liegt ein Bankgebäude, das bis zur durchgehenden Fußgängerzone Werth geht. In dieser Ecke befindet sich seit dem Herbst 1921 ein Bismarck-Denkmal von Hugo Lederer, das sich vorher auf dem Rathausvorplatz (heute Johannes-Rau-Platz) befand. Das am Jahrestag der Kaiserproklamation von Versailles 1871 enthüllte Denkmal musste wegen des Neubaues des Rathauses seinen Standort wechseln. Die westliche Seite ist durch ein großes Bekleidungskaufhaus begrenzt. Nach Süden hin, zur Bundesstraße 7 (B 7), ist der Platz offen.
Auf dem Werth bietet die Außengastronomie einer Eisdiele Gelegenheit zum Verweilen. Und bei Stadtfesten und Weihnachtsmärkten ist der Platz stets zentraler Punkt solcher Festlichkeiten.